# 麦肯齐 (阿拉巴马州)
麦肯齐（英文：McKenzie），是美国阿拉巴马州下属的一座城市。面积约为3.72平方英里（约合9.64平方公里）。根据2010年美国人口普查，该市有人口530人，人口密度为142.32/平方英里（约合54.98/平方公里）。